# Шевце (гміна Бук)
Шевце (пол. Szewce, нім. Teichdorf) — село в Польщі, у гміні Бук Познанського повіту Великопольського воєводства.
Населення — 722 особи (2011).
У 1975-1998 роках село належало до Познанського воєводства.

## Демографія
Демографічна структура станом на 31 березня 2011 року:
|          | Загалом | Допрацездатний вік | Працездатний вік | Постпрацездатний вік |
| -------- | ------- | ------------------ | ---------------- | -------------------- |
| Чоловіки | 351     | 91                 | 226              | 34                   |
| Жінки    | 371     | 86                 | 217              | 68                   |
| Разом    | 722     | 177                | 443              | 102                  |